# Upplands runinskrifter 78
Upplands runinskrifter 78 är en runsten som troligen stått vid Råsta i Sundbyberg (tidigare Spånga socken), Uppland. 
Vid Råsta fanns förr två runstenar. Den ena, Upplands runinskrifter 77, står fortfarande kvar på sin ursprungliga plats medan den andra, U 78, försvann under 1700-talet.
Två delar återfanns i Ursvik men ett stort parti av högra sidan saknas fortfarande. De återfunna delarna förvarades under många år i Solna kyrkas vapenhus. År 1976 överlämnades de båda delarna till Sundbybergs museum där man satte ihop stenens övre och vänstra del. En teckning av stenen upprättad av Martin Aschaneus på 1600-talet gjorde det möjlig att rekonstruera hela texten. 

## Inskriften
Translitterering av runraden:
[hasui · uk · siriþ · uk · ketilu · litu ·] raisa ' stain ' þina ' aftiʀ ['] hulmstain ' b[roþur · sin]
Normalisering till runsvenska:
Hosvi ok Sigriðr ok Kætiløy letu ræisa stæin þenna æftiʀ Holmstæin, broður sinn.
Översättning till nusvenska:
Hosve och Sigrid och Kättilö lät resa denna sten efter Holmsten sin broder.
Holmsten var ett vanligt mansnamn under vikingatiden, medan Hosve (eller Hasve), som betyder grå, är enbart känd från de båda Råstastenarna. Jämför man inskriften på de båda stenarna i Råsta kan man få fram ett litet stycke släkthistoria från 1000-talet.
Från de två stenarna vid Råsta kan man få fram information om familjen. Jobjörn var gift med Gyrid och tillsammans hade de barnen Holmsten, Hosve, Sigrid och Kättilö.